# Suzanne Davis
Pour les articles homonymes, voir Davis.
Suzanne Davis, née le 7 février 1912 à Waban (Massachusetts) et morte le 28 juillet 1991 à Richmond (Virginie) est une patineuse artistique américaine. Elle est championne des États-Unis en 1934.

## Biographie

### Carrière sportive
Suzanne Davis a participé à plusieurs championnats américains et est devenu championne américaine en 1934.
Elle représente son pays dans les compétitions internationales qui se déroulent sur le continent américain : trois championnats nord-américains où elle obtient à chaque fois la médaille de bronze (1929 à Boston, 1933 à New York et 1935 à Montréal), deux championnats du monde (1930 à New York et 1932 à Montréal) et les Jeux olympiques d'hiver de 1932 dans son pays à Lake Placid.
Elle arrête le patinage amateur en 1935 après les championnats nord-américains de février 1935 à Montréal.

## Palmarès
| Compétition                     | 1928 | 1929 | 1930 | 1931 | 1932 | 1933 | 1934 | 1935 |
| Jeux olympiques d'hiver         |      |      |      |      | 12e  |      |      |      |
| Championnats du monde           |      |      | 6e   |      | 11e  |      |      |      |
| Championnats d'Amérique du Nord |      | 3e   |      |      |      | 3e   |      | 3e   |
| Championnats des États-Unis     | 2e   | 3e   | 3e   | F    | 5e   | 2e   | 1re  | 2e   |
| Légende : F = Forfait           |      |      |      |      |      |      |      |      |